# Seth Curry
Seth Adham Curry (Charlotte, 23 agosto 1990) è un cestista statunitense, di ruolo guardia e playmaker, professionista nella NBA e nella NBA G League.
È fratello di Stephen Curry e figlio di Dell Curry.

## Caratteristiche tecniche
Seth sa essere un notevole tiratore (specialmente in catch-and-shoot) sulla fascia media e oltre l'arco, giocando al di fuori del pick and roll. Per via delle sue dimensioni e della sua ristretta rapidità, invece, pecca in difesa.

## Carriera
Dopo aver inizialmente frequentato Liberty university (20,2 punti di media nell'anno da freshman), nel 2008 decide di trasferirsi a Duke. Per via del regolamento universitario, comincia a giocare solo nella stagione 2009-2010, prendendo il posto in quintetto lasciato libero dal freshman infortunato Kyrie Irving.
Sempre nel 2009 vince l'oro ai Mondiali Under-19.
Il 23 agosto 2013 firma un contratto non-garantito con i Golden State Warriors con i quali gioca sei partite di ''preseason'' per poi essere ceduto ai Santa Cruz Warriors. Segna 10 punti in 20 minuti nell'All Star Game NBA Development League 2014. Seth nella stagione 2013-2014 gioca due partite di NBA, una con i Memphis Grizzlies e una con i Cleveland Cavaliers del suo vecchio compagno di college, Kyrie Irving.
Nel luglio del 2014 prende parte alla NBA Summer League di Orlando con gli Orlando Magic e alla NBA Summer League di Las Vegas con i Phoenix Suns, quest'ultima conclusa con 10,2 punti di media e una prestazione da 26 punti contro i Milwaukee Bucks. Il 29 settembre 2014 firma un contratto con i Magic ma poco dopo, il 7 ottobre, i suoi diritti vengono acquistati dagli Erie BayHawks.
All'All Star Game NBA Development League 2015 segna 13 punti in 19 minuti e partecipa alla gara del tiro da 3 punti. Nel marzo del 2015 firma un contratto di dieci giorni con i Phoenix Suns dopo aver disputato una buona parte della regular season di NBA Development League con 23,5 punti di media a partita.
Nell'estate del 2015 partecipa alla Las Vegas Summer League con i New Orleans Pelicans, segna 24,3 punti di media a partita con un high di 30 punti contro i Milwaukee Bucks e riceve il premio di Top Scorer del torneo. Il 22 luglio 2015 firma un contratto biennale con i Sacramento Kings. Il primo luglio 2019 torna ai Dallas Mavericks (squadra dove aveva militato dal 2016 al 2018) dopo un anno coi Portland Trail Blazers. Il 19 novembre 2020 si trasferisce ai Philadelphia 76ers, che cedono ai Dallas Mavericks Josh Richardson. Ai 76ers registra il suo miglior inizio di stagione da quando è in NBA.

## Statistiche

### NCAA
| Anno      | Squadra          | PG  | PT  | MP   | TC%  | 3P%  | TL%  | RP  | AP  | PRP | SP  | PP   |
| --------- | ---------------- | --- | --- | ---- | ---- | ---- | ---- | --- | --- | --- | --- | ---- |
| 2008-2009 | Liberty Flames   | 35  | 34  | 36,5 | 41,7 | 34,7 | 83,2 | 4,4 | 2,3 | 1,4 | 0,3 | 20,2 |
| 2010-2011 | Duke Blue Devils | 37  | 19  | 25,0 | 42,3 | 43,5 | 78,8 | 1,8 | 2,0 | 1,4 | 0,1 | 9,0  |
| 2011-2012 | Duke Blue Devils | 34  | 32  | 30,2 | 42,0 | 38,3 | 87,3 | 2,6 | 2,4 | 1,3 | 0,2 | 13,2 |
| 2012-2013 | Duke Blue Devils | 35  | 35  | 32,3 | 46,5 | 43,8 | 80,9 | 2,5 | 1,5 | 0,9 | 0,2 | 17,5 |
| Carriera  | Carriera         | 141 | 120 | 30,9 | 43,1 | 39,4 | 82,7 | 2,8 | 2,1 | 1,2 | 0,2 | 14,9 |

#### Massimi in carriera
- Massimo di punti: 35 vs Virginia Military (17 gennaio 2009)[6]
- Massimo di rimbalzi: 10 vs High Point (2 volte)
- Massimo di assist: 8 vs Colorado State (7 dicembre 2011)
- Massimo di palle rubate: 7 vs Montreat (14 novembre 2008)
- Massimo di stoppate: 2 (2 volte)
- Massimo di minuti giocati: 50 vs William & Mary (29 novembre 2008)

### NBA

#### Regular Season
| Anno      | Squadra             | PG  | PT  | MP   | TC%  | 3P%  | TL%  | RP  | AP  | PRP | SP  | PP   |
| --------- | ------------------- | --- | --- | ---- | ---- | ---- | ---- | --- | --- | --- | --- | ---- |
| 2013-2014 | Memphis Grizzlies   | 1   | 0   | 4,0  | -    | -    | -    | 0,0 | 0,0 | 0,0 | 0,0 | 0,0  |
| 2013-2014 | Cleveland Cavaliers | 1   | 0   | 9,0  | 33,3 | 100  | -    | 1,0 | 0,0 | 2,0 | 0,0 | 3,0  |
| 2014-2015 | Phoenix Suns        | 2   | 0   | 4,0  | 0,0  | 0,0  | -    | 1,0 | 0,5 | 0,0 | 0,0 | 0,0  |
| 2015-2016 | Sacramento Kings    | 44  | 9   | 15,7 | 45,5 | 45,0 | 83,3 | 1,4 | 1,5 | 0,5 | 0,1 | 6,8  |
| 2016-2017 | Dallas Mavericks    | 70  | 42  | 29,0 | 48,1 | 42,5 | 85,0 | 2,6 | 2,7 | 1,1 | 0,1 | 12,8 |
| 2018-2019 | Portland T. Blazers | 74  | 2   | 18,9 | 45,6 | 45,0 | 84,6 | 1,6 | 0,9 | 0,5 | 0,2 | 7,9  |
| 2019-2020 | Dallas Mavericks    | 64  | 25  | 24,6 | 49,5 | 45,2 | 82,5 | 2,3 | 1,9 | 0,6 | 0,1 | 12,4 |
| 2020-2021 | Philadelphia 76ers  | 57  | 57  | 28,7 | 46,7 | 45,0 | 89,6 | 2,4 | 2,7 | 0,8 | 0,1 | 12,5 |
| 2021-2022 | Philadelphia 76ers  | 45  | 45  | 34,8 | 48,5 | 40,0 | 87,7 | 3,4 | 4,0 | 0,8 | 0,2 | 15,0 |
| 2021-2022 | Brooklyn Nets       | 19  | 19  | 29,9 | 49,3 | 46,8 | 85,7 | 2,6 | 2,6 | 0,9 | 0,2 | 14,9 |
| 2022-2023 | Brooklyn Nets       | 61  | 7   | 19,9 | 46,3 | 40,5 | 92,7 | 1,6 | 1,6 | 0,6 | 0,1 | 9,2  |
| 2023-2024 | Dallas Mavericks    | 36  | 3   | 12,7 | 37,2 | 36,3 | 89,5 | 1,4 | 0,8 | 0,5 | 0,1 | 4,3  |
| 2023-2024 | Charlotte Hornets   | 8   | 1   | 19,9 | 44,1 | 32,1 | 91,7 | 2,0 | 1,8 | 0,6 | 0,4 | 9,0  |
| 2024-2025 | Charlotte Hornets   | 68  | 14  | 15,6 | 47,8 | 45,6 | 84,6 | 1,7 | 0,9 | 0,4 | 0,1 | 6,5  |
| Carriera  | Carriera            | 550 | 224 | 22,5 | 47,1 | 43,3 | 86,3 | 2,0 | 1,9 | 0,7 | 0,1 | 10,0 |

#### Play-off
| Anno     | Squadra             | PG | PT | MP   | TC%  | 3P%  | TL%  | RP  | AP  | PRP | SP  | PP   |
| -------- | ------------------- | -- | -- | ---- | ---- | ---- | ---- | --- | --- | --- | --- | ---- |
| 2019     | Portland T. Blazers | 16 | 0  | 20,4 | 36,6 | 40,4 | 81,8 | 1,6 | 0,8 | 0,8 | 0,3 | 5,6  |
| 2020     | Dallas Mavericks    | 6  | 0  | 28,8 | 58,5 | 47,6 | 100  | 1,8 | 1,3 | 1,0 | 0,0 | 12,8 |
| 2021     | Philadelphia 76ers  | 12 | 12 | 31,8 | 57,8 | 50,6 | 78,9 | 2,3 | 2,3 | 0,8 | 0,3 | 18,8 |
| 2022     | Brooklyn Nets       | 4  | 4  | 33,0 | 56,4 | 52,2 | 66,7 | 2,5 | 3,0 | 0,3 | 0,8 | 14,5 |
| 2023     | Brooklyn Nets       | 3  | 0  | 19,3 | 52,6 | 33,3 | 66,7 | 1,0 | 2,0 | 0,0 | 0,0 | 8,3  |
| Carriera | Carriera            | 41 | 16 | 26,1 | 52,4 | 46,8 | 80,5 | 1,9 | 1,6 | 0,7 | 0,2 | 11,6 |

#### Massimi in carriera
- Massimo di punti: 37 vs Miami Heat (28 febbraio 2020)[7]
- Massimo di rimbalzi: 10 vs San Antonio Spurs (29 gennaio 2017)
- Massimo di assist: 15 vs Phoenix Suns (11 aprile 2016)
- Massimo di palle rubate: 5 (2 volte)
- Massimo di stoppate: 2 (5 volte)
- Massimo di minuti giocati: 46 vs Minnesota Timberwolves (27 novembre 2021)

### NBA D-League
| Anno      | Squadra       | PG | PT | MP   | TC%  | 3P%  | TL%  | RP  | AP  | PRP | SP  | PP   |
| --------- | ------------- | -- | -- | ---- | ---- | ---- | ---- | --- | --- | --- | --- | ---- |
| 2013-2014 | S.C. Warriors | 38 | 37 | 34,7 | 43,7 | 37,2 | 85,3 | 3,1 | 5,8 | 1,4 | 0,2 | 19,7 |
| 2014-2015 | Erie BayHawks | 43 | 42 | 37,0 | 48,4 | 46,7 | 92,6 | 3,9 | 4,2 | 1,4 | 0,0 | 23,8 |
| Carriera  | Carriera      | 81 | 79 | 35,9 | 46,2 | 42,5 | 89,6 | 3,5 | 4,9 | 1,4 | 0,1 | 21,9 |

## Palmarès
- All-NBDL First Team: 2015
- All-NBDL Third Team: 2014
- All-NBDL All-Rookie First Team: 2014
- All-Star NBA D-League: 2014, 2015
- Third Team All-America: 2013
- First Team ACC: 2013
- Third Team ACC: 2012